# Kuusijärvi (Övertorneå socken, Norrbotten)
Kuusijärvi är en sjö i Övertorneå kommun i Norrbotten och ingår i Torneälvens huvudavrinningsområde. Sjön har en area på 0,422 kvadratkilometer och ligger 177 meter över havet. Sjön avvattnas av vattendraget Kuorajoki.

## Delavrinningsområde
Kuusijärvi ingår i det delavrinningsområde (739684-183990) som SMHI kallar för Namn saknas. Medelhöjden är 190 meter över havet och ytan är 3,92 kvadratkilometer. Det finns inga avrinningsområden uppströms utan avrinningsområdet är högsta punkten. Kuorajoki som avvattnar avrinningsområdet har biflödesordning 3, vilket innebär att vattnet flödar genom totalt 3 vattendrag innan det når havet efter 108 kilometer. Avrinningsområdet består mestadels av skog (75 procent). Avrinningsområdet har 0,42 kvadratkilometer vattenytor vilket ger det en sjöprocent på 10,6 procent.